# Eta Columbae
Eta Columbae (η Columbae, η Col) è la quinta stella più luminosa della costellazione della Colomba. La sua magnitudine apparente è 3,95 e dista 472 anni luce dal sistema solare.
Si tratta di una stella gigante arancione di tipo spettrale K0III, 767 volte più luminosa del Sole e con una temperatura superficiale di 4845 K. Misure del suo diametro angolare ottenute da Richichi et al. nel 2005 mediante osservazioni con il Very Large Telescope dell'ESO danno come risultato 2,42 mas, che alla distanza alla quale si trova la stella corrisponde a un raggio 38 volte quello del Sole.